# Triphenylgermaniumchlorid
Triphenylgermaniumchlorid ist eine chemische Verbindung aus der Gruppe der germaniumorganischen Verbindungen.

## Gewinnung und Darstellung
Triphenylgermaniumchlorid kann durch Reaktion von Tetraphenylgermanium mit Germanium(IV)-chlorid in Gegenwart von Aluminiumtrichlorid gewonnen werden.

## Eigenschaften
Triphenylgermaniumchlorid  ist ein weißer Feststoff.

## Verwendung
Durch Reaktion mit Zinkstaub in Ethanol kann Triphenylgermaniumhydrid gewonnen werden.